# Saccharosydne brevirostris
Saccharosydne brevirostris är en insektsart som beskrevs av Frederick Arthur Godfrey Muir 1926. Saccharosydne brevirostris ingår i släktet Saccharosydne och familjen sporrstritar. Inga underarter finns listade i Catalogue of Life.